# آلنیا آئرماچی ام-۳۴۶ مستر
آلنیا آئرماچی ام-۳۴۶ مستر (به انگلیسی: Alenia Aermacchi M-346 Master) یک هواپیمای جت دو موتوره فراصوتی با کاربری آموزشی است.
این هواپیما ابتدا توسط شرکت یاکوولف با نام یاک/AEM-130 و سپس توسط شرکت آلنیا اروماکی توسعه یافت. نخستین پرواز ام-۳۴۶ مستر در سال ۲۰۰۴ انجام شد. این هواگرد امروزه توسط نیروی هوایی کشورهای ایتالیا، اسرائیل، سنگاپور و لهستان به کار گرفته می‌شود. از سال ۲۰۱۶ تولیدکننده این هواگرد در شرکت لئوناردو اس.پی.ای. ادغام شد.

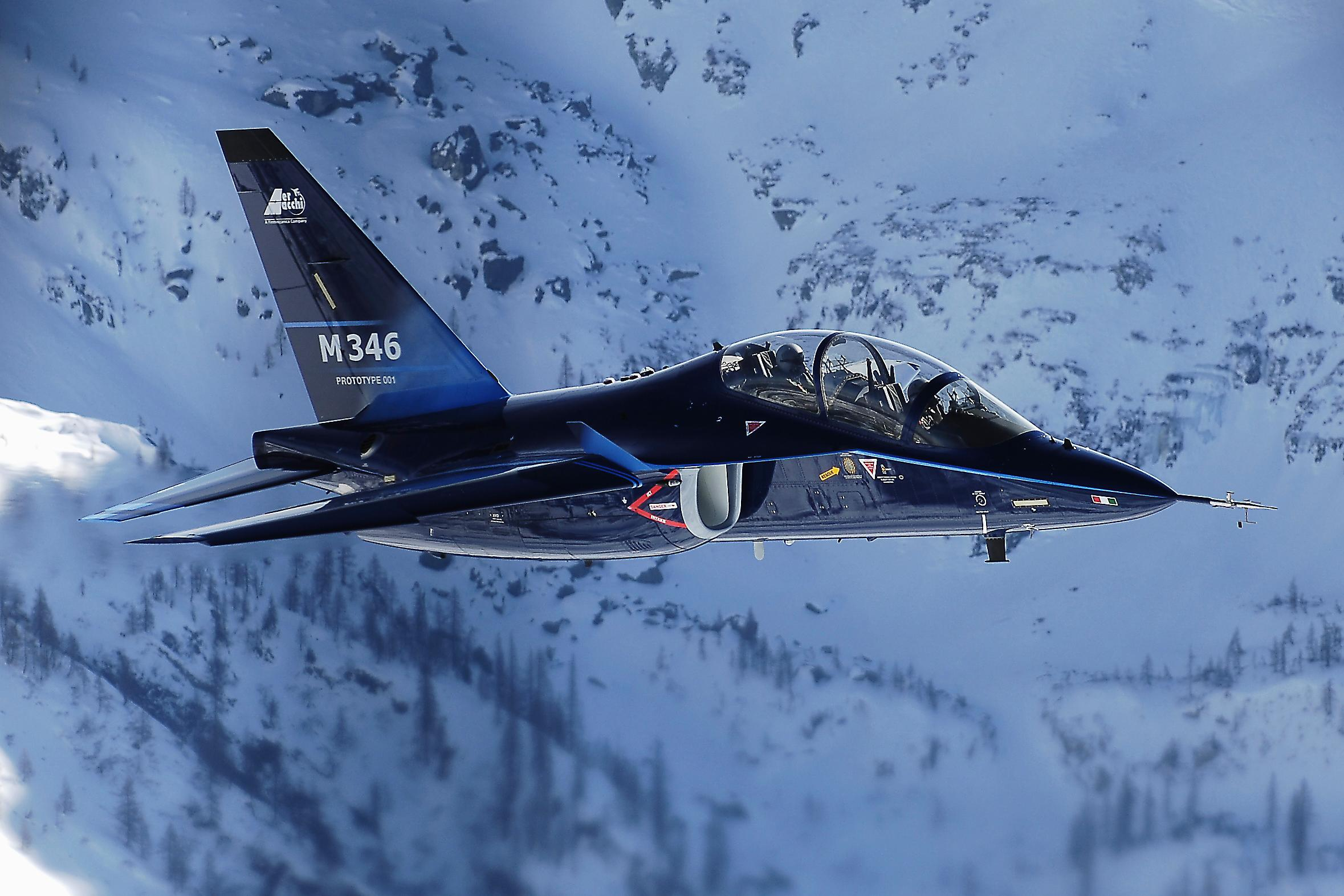
یک هواپیمای ام-۳۴۶

## ویژگی‌های عمومی
- خدمه: دو نفر، دانشجو و مدرس
- طول: ۱۱٫۴۹ متر (۳۷٫۷۰ فوت)
- بالش بزرگ : ۹٫۷۲ متر (۳۱٫۸۹ فوت)
- ارتفاع: ۴٫۷۶ متر (۱۶٫۱۱ فوت)
- منطقه بالش: ۲۳٫۵۲ متر مربع (۲۵۳٫۲ فوت مربع)
- وزن خالی : ۶٬۶۱۰ کیلوگرم (۱۰٬۱۶۵ پوند)
- وزن بارگذاری شده: ۶٬۷۰۰ کیلوگرم (۱۴۷۷۰ پوند)
- حداکثر وزن پرواز : ۹٬۵۰۰ کیلوگرم (۲۰٬۹۴۵ پوند)
- نیروگاه : 2 هانیول F124-GA-200، 28 kN (۶،250 lb f) هر کدام

### کارایی
- هرگز فراتر از سرعت : 1.2 ماخ (۱۴۷۰ کیلومتر / ساعت، ۷۹۳ گره)
- حداکثر سرعت : ۱٬۰۵۹ کیلومتر در ساعت (۵۷۲ گره)
- سرعت شیب : ۱۷۶ کیلومتر / ساعت (۹۵ گره)
- محدوده : ۱۹۸۱ کیلومتر (۱٬۰۷۰ مایل دریایی)
- دامنه کشتی : ۲۷۲۲ کیلومتر (۱۴۷۰ نانومتر)؛ با ۳ مخزن قطره خارجی
- استقامت : ۲٫۷۵ ساعت (۴ ساعت با مخزن تخلیه خارجی)
- سقف سرویس : ۱۳٬۷۱۶ متر (۴۵۰۰۰ فوت)
- نرخ صعود : ۶۷۰۵ متر در دقیقه (۲۲۰۰۰ فوت در دقیقه)
- بارگذاری بال : ۲۸۵ کیلوگرم / متر مربع (۵۸٫۳ پوند بر فوت مربع)
- محرک / وزن : ۰٫۸۴

### ارتش
- هیدپنت‌ها : مقررات در مجموع ۹ ایستگاه پیلون (۲ × بالتیپ، ۱ × زیر بدنه به همراه ۶ × زیر بال)، قادر به نصب تا ۳۰۰۰ کیلوگرم (۶،600 lb) محموله خارجی و حداکثر 630 لیتر لیتری (۱۴۰ گالن بریتانیا ۱۷۰ گالن ایالات متحده آمریکا) تانک‌های قطره خارجی (تنها ایستگاه‌های پیلو ۴، ۵، ۶ مرطوب هستند)